# Gaplus
Gaplus es un videojuego de arcade matamarcianos desarrollado y comercializado por Namco en 1984. Es el tercer juego de la serie Galaxian, que sirve como secuela directa de Galaga (1981). En América del Norte, se lanzó más tarde un kit de modificación para cambiar el nombre a Galaga 3, posiblemente para reflejar su posición en la serie. Fue el único juego además de Phozon que se ejecutó en el hardware Namco Phozon. Fue portado a la Commodore 64 en 1988. Una versión "desmastered" del juego (al estilo del Nintendo Entertainment System) fue incluida en Namco Museum Archives Vol. 2 como título extra.

## Jugabilidad
El objetivo de Gaplus es sumar tantos puntos como sea posible al derrotar a sucesivas oleadas de enemigos en niveles llamados "Parsecs". Su modo de juego principal es muy similar a Galaga: los enemigos vuelan a la pantalla en filas y se unen a una formación cerca de la parte superior, luego comienzan a atacar la nave del jugador con incursiones tipo kamikaze. La nave puede moverse hacia la izquierda y hacia la derecha, así como verticalmente. Las vidas adicionales se ganan en ciertos intervalos de puntaje, y también se pueden obtener al recolectar partes de naves que arrojan algunos enemigos, así como al recolectar banderas de bonificación Rally-X de las estrellas fugaces. El jugador pierde una vida cuando es golpeado por un enemigo o uno de sus disparos; el juego termina cuando se pierden todas las vidas.
Ciertos enemigos lanzan mejoras que incluyen un rayo tractor que el jugador puede usar para capturar enemigos, un gran taladro que puede destruir a muchos enemigos a la vez, potenciadores que ralentizan temporalmente a los enemigos o anulan sus disparos, y partes para crear una nueva nave que otorga un vida extra cuando se completa. Algunas etapas comienzan con el campo de estrellas invirtiendo la dirección, con oleadas de enemigos más fuertes y rápidos que aparecen antes de reanudar una formación normal.
El juego presenta "Etapas desafiantes" adicionales al igual que lo hizo Galaga. Sin embargo, en lugar de derrotar a un cierto número de enemigos, el objetivo de la etapa desafiante en Gaplus es hacer malabarismos con los enemigos golpeándolos tantas veces como sea posible. Cada acierto otorga un punto (representado por una abeja) en una palabra o frase, con aciertos adicionales que se agregan a las líneas horizontales por encima y por debajo de la palabra. Deletrear la palabra o frase completa obtendrá una bonificación relacionada con esa frase, y cada golpe otorga puntos de bonificación al final de la ronda.

## Recepción
En Japón, Game Machine incluyó a Gaplus en su edición del 15 de mayo de 1984 como la unidad de juegos de mesa de mayor éxito del mes.

## Legado
La versión arcade de Gaplus se lanzó en teléfonos móviles, y también forma parte de Namco Museum Remix (2007) y Namco Museum Megamix (2010) para Wii con su título original en uso. La versión original se relanzó más tarde con su nombre original para Wii Virtual Console el 25 de marzo de 2009. En 2011, Gaplus se lanzó para dispositivos iOS como parte de Galaga 30th Collection, con imágenes, sonido y logros actualizados.
En 2020, Namco lanzó una versión "desmasterizada" del juego como un juego de bonificación en Namco Museum Archives Vol. 2. Desarrollado por M2, este juego emula el estilo visual del Nintendo Entertainment System, similar al remake estilo NES de Pac-Man Championship Edition en el Vol. 1.